# Maria Wern
Maria Wern és una sèrie de televisió sueca transmesa des del 16 de setembre del 2008 per mitjà de la cadena TV4. Alguns episodis s'han doblat al valencià per a À Punt.
La minisèrie està basada en el personatge fictici de Maria Wern de la sèrie de novel·les policíaques escrites per l'autora sueca Anna Jansson.
La sèrie ha comptat amb la participació convidada d'actors com Martin Wallström, Henrik Norlén, Joakim Nätterqvist, Per Ragnar, Peter Eggers, Fredrik Dolk, Carl Ingemarsson Stjernlöf, Ulric von der Esch, Anastasios Soulis, Marie Richardson, Fares Fares, Christian Wennberg, Limita Zilliacus, Viktor Åkerblom, Gustaf Hammarsten, Tom Ljungman, entre d'altres.
Dirigida per Erik Leijonborg, Charlotte Berlin i Leif Lindblom, compta amb els guionistes Erik Ahrnbom, Theres Bringholm, Anders Brundin, Anna Fredriksson, Anna Jansson, Alexander Kantsjö, Fredrik T. Olsson i Alexander Söderberg.

## Història
Després de la mort del seu espòs, la inspectora de la policia sueca Maria Wern decideix mudar-se a l'illa de Gotland amb els seus dos fills Emil i Bufona per a iniciar de nou la seva vida.
Mentre lluita per criar als seus fills com a mare soltera i intenta superar la mort del seu espòs, la Maria i els seus companys policies hauran d'enfrontar i detenir les activitats criminals que ocorren a l'illa.

## Episodis
| Nún. | Temporada | Títol                    | Data d'emissió original        | Data d'emissió al País Valencià (À Punt) | Observacions                                                   |
| ---- | --------- | ------------------------ | ------------------------------ | ---------------------------------------- | -------------------------------------------------------------- |
| 1    | 1         | Främmande fågel          | 16 de setembre de 2008         | -                                        | Sèrie en quatre parts                                          |
| 2    | 2         | Stum sitter guden        | 24 de novembre de 2010         | -                                        | Sèries en dues parts                                           |
| 3    | 2         | Els morts silenciosos    | 8 de desembre de 2010          | 18 de juny de 2023                       | Sèries en dues parts                                           |
| 4    | 3         | Somnis en la neu         | 22 de juny de 2011             | 25 de juny de 2023                       | Llargmetratges                                                 |
| 5    | 3         | Må döden sova            | 20 de juliol de 2011           | -                                        | Llargmetratges                                                 |
| 6    | 3         | Papallona negra          | 17 d'agost de 2011             | 2 de juliol de 2023                      | Llargmetratges                                                 |
| 7    | 3         | El xiquet desaparegut    | 14 de setembre de 2011         | 9 de juliol de 2023                      | Llargmetratges                                                 |
| 8    | 3         | No és el passat          | 4 de gener de 2012             | 16 de juliol de 2023                     | Llargmetratges                                                 |
| 9    | 4         | Drömmen förde dig vilse  | 11 de desembre de 2013         | -                                        | Llargmetratges (també emeses a TV4 com a sèries de dues parts) |
| 10   | 4         | Först när givaren är död | 11 de desembre de 2013         | -                                        | Llargmetratges (també emeses a TV4 com a sèries de dues parts) |
| 11   | 5         | Min lycka är din         | 16 i 23 de març de 2016        | -                                        | Llargmetratges (també emeses a TV4 com a sèries de dues parts) |
| 12   | 5         | De döda tiger            | 30 de març i 6 d'abril de 2016 | -                                        | Llargmetratges (també emeses a TV4 com a sèries de dues parts) |
| 13   | 6         | Dit ingen når            | 13 i 20 d'abril de 2016        | -                                        |                                                                |
| 14   | 6         | Smutsiga avsikter        | 27 d'abril i 4 de maig de 2016 | -                                        |                                                                |
| 15   | 7         | Den eld som brinner      | 6 d'agost de 2018              | -                                        |                                                                |
| 16   | 7         | Ringar på vattnet        | 6 d'agost de 2018              | -                                        |                                                                |
| 17   | 7         | Viskningar i vinden      | 6 d'agost de 2018              | -                                        |                                                                |
| 18   | 7         | Jord ska du åter vara    | 6 d'agost de 2018              | -                                        |                                                                |
| 19   | 8         | Fienden ibland oss       | 19 d'abril de 2021             | -                                        | Sèries de televisió en dues parts                              |
| 20   | 8         | En orättvis rättvisa     | 26 d'abril de 2021             | -                                        | Sèries de televisió en dues parts                              |
| 21   | 8         | Ondskans djupa rot       | 3 de maig de 2021              | -                                        | Sèries de televisió en dues parts                              |
| 22   | 8         | Som skuggor              | 10 de maig de 2021             | -                                        | Sèries de televisió en dues parts                              |